# Leitmeritz (Schiff)
Der Raddampfer Leitmeritz wurde 1892 in der Schiffswerft Blasewitz gebaut. Das Schiff wurde mit der Baunummer 32 auf Kiel gelegt. Im Jahr 1946 erfolgte die Umbenennung in  Litoměřice, 1952 in Maxim Gorkij und 1958 in MŠMT 1. 1969 wurde das Schiff verschrottet.

## Die Zeit bis 1945
Nach der Indienststellung als Glattdeckdampfer im Mai 1893 fuhr das Schiff bis 1923 für die Sächsisch-Böhmische Dampfschiffahrts-Gesellschaft (SBDG). Nach der Einstellung des Geschäftsbetriebes im Jahr 1923 fuhr das Schiff für die 1923 neu gegründete Sächsisch-Böhmische-Dampfschiffahrt, Aktiengesellschaft (SBDA). Der ab 1926 übliche weiße Anstrich der Schiffe brachte ihr den Namen Weiße Flotte ein. Benannt war das Schiff nach dem Ort Leitmeritz. Nach der Tetschen und der Austria erhielt auch die Leitmeritz schon beim Bau elektrische Beleuchtung.
In den Jahren 1916 bis 1919 war das Schiff aufgrund schwieriger wirtschaftlicher Bedingungen im Ersten Weltkrieg aufgelegt.
Im Winter 1926/27 wurde das Schiff einer Generalüberholung unterzogen. Es erhielt eine Dampfsteuermaschine der  Dresdner Maschinenfabrik und Schiffswerft Übigau AG, mit der Fabrik-Nr. 1806. Im Winter 1928/29 erhielt sie den weißen Anstrich.
Am 17. Juli 1929 kollidierte die Leitmeritz beim Anlegen in Pillnitz mit der Laubegast. Dabei wurde ein Radkasten beschädigt.
Nach 1930 wurden die Radkästen ausgebaut, um Platz für Toiletten zu schaffen.
Im Sommer 1943 erhielt die Leitmeritz wie alle Dampfer einen Tarnanstrich. Am Ende des Zweiten Weltkrieges lag das Schiff im Hafen von Rosawitz (Rozbělesy).

## Die Zeit nach 1945
Am 26. August 1945 wurde die Leitmeritz durch die Tschechoslowakische Republik beschlagnahmt und in den Bestand der Československou plavební akciovou společností labskou (ČPSL) eingegliedert. Die Beschlagnahme des Schiffes muss im Zusammenhang mit der Beteiligung der böhmischen Georg Schicht AG als einer der Hauptaktionäre an der SBDA gesehen werden. Das Schiff wurde 1946 in Litoměřice umbenannt.  
Am 22. Februar 1948 wurde die PPS verstaatlicht und 1950 im Handelsregister gelöscht. Am 1. Januar 1949 wurde die ČPSL in Tschechoslowakische Elbe-Schifffahrt (Československá plavba Labská, ČSPL) und am 1. Juli 1952 in Tschechoslowakische Elbe-Oder-Schifffahrt (Československá plavba labsko-oderská, ČSPLO) umbenannt.
Das Schiff wurde hauptsächlich auf der Strecke Prag – Štěchovice eingesetzt. Später fuhr es zur 1955 fertig gestellten Talsperre Slapy. 1952 wurde das Schiff in Maxim Gorkij umbenannt. 1958 wurde es außer Dienst gestellt. Nach dem Ausbau von Dampfkessel und Maschine wurde es unter der Bezeichnung MŠMT 1 vom Ministerium für Bildung, Jugend und Sport (Ministerstvo školství, mládeže a tělovýchovy, MŠMT) übernommen und als Jugendherberge genutzt. Stationiert war es im Hafen von Smíchov und in Prag-Branik. 1969 wurde es nach Mělník geschleppt und im dortigen Hafen abgewrackt.

## Die Dampfmaschine
Die Dampfmaschine war eine oszillierende Niederdruck-Zweizylinder-Zwillings-Dampfmaschine mit Einspritzkondensation. Gebaut wurde sie, wie auch der Zwei-Flammrohr-Kofferkessel, von der Sächsischen Dampfschiffs- und Maschinenbauanstalt der Oesterreichischen Nordwest Dampfschiffahrtsgesellschaft in Dresden. Die Leistung betrug 110 PSi.

## Kapitäne des Schiffes
Namentlich bekannte Kapitäne der Leitmeritz waren:
- Franz Rosche 1893
- Carl Friedrich Klemm 1894–1898
- Friedrich Carl Kunze 1899
- Arno Julius Junghans 1900–1915
- Wilhelm Wirsam 1920